# Rama VIII
Pour les articles homonymes, voir Rama.
 (novembre 2022).
Si vous disposez d'ouvrages ou d'articles de référence ou si vous connaissez des sites web de qualité traitant du thème abordé ici, merci de compléter l'article en donnant les références utiles à sa vérifiabilité et en les liant à la section « Notes et références ».
Rama VIII de Thaïlande, Ananda Mahidol (nom complet en thaï : Phrabat Somdej Phra Paramenthara Maha Ananda Mahidol Phra Athama Ramathibodinthra พระบาทสมเด็จพระปรเมนทรมหาอานันทมหิดล พระอัฐมรามาธิบดินทร, ce qui signifie « Sa Majesté le roi Ananda Mahidol, le huitième régnant »), né le 20 septembre 1925 à Heidelberg et mort le 9 juin 1946 à Bangkok, est roi de Thaïlande de 1935 à 1946.

## Naissance
Fils aîné et deuxième enfant du prince Mahidol Adulyadej et de son épouse Srinagarindra, il reçoit une éducation occidentale en Suisse et retourne à Bangkok avec ses parents en 1928. Son père meurt l'année suivante et sa veuve et ses enfants s'installent à Lausanne en 1933, peu après la révolution qui a mis fin à la monarchie absolue un an plus tôt.

## Court règne

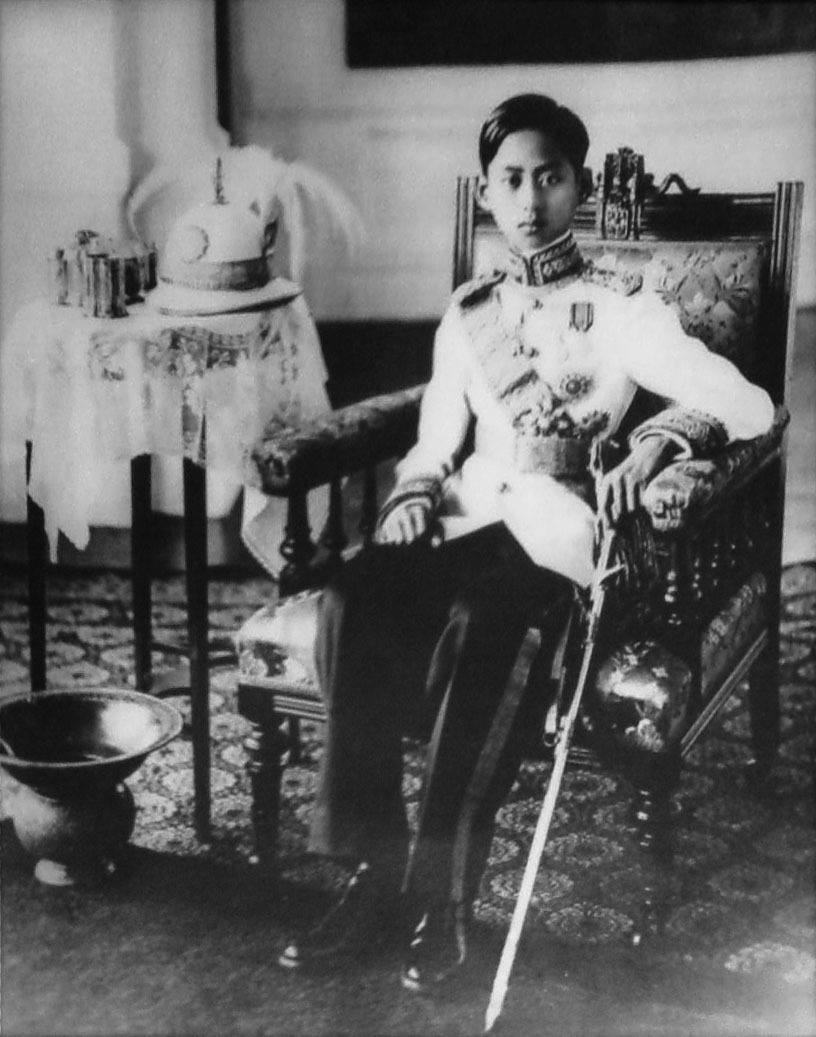
Rama VIII en 1938.

Il devient roi le 2 mars 1935 après l'abdication de son oncle, le roi Rama VII, mais il ne sera pas couronné. Vivant à l'étranger, il ne visite son pays qu'en 1938 et ne s'y installe qu'après la Seconde Guerre mondiale en décembre 1945. Son règne ainsi que sa vie sont de courte durée puisqu'il meurt le 9 juin 1946 à l'âge de 20 ans, d'une balle en pleine tête, dans des circonstances demeurées encore très obscures à ce jour. Trois de ses pages furent condamnés et exécutés pour assassinat, après une série de procès ne respectant pas les droits de la défense. Aucun élément ne permet à ce jour de trancher entre cette hypothèse et celle d'un suicide.

Photo de groupe des petits-enfants du roi Rama V, prise en 1938 lors du retour à Bangkok de Rama VIII, de la princesse Galyani Vadhana, et du prince Bhumibol Adulyadej.

## Succession
Son frère et successeur, le roi Bhumibol Adulyadej, a changé son titre et l'a élevé de sept à neuf ombrelles royales afin de lui donner le titre de roi pleinement couronné.